# Municipio de Lake (condado de Berrien)
El municipio de Lake (en inglés: Lake Township) es un municipio ubicado en el condado de Berrien en el estado estadounidense de Míchigan. En el año 2010 tenía una población de 2972 habitantes y una densidad poblacional de 61,49 personas por km².

## Geografía
El municipio de Lake se encuentra ubicado en las coordenadas 41°55′10″N 86°32′26″O / 41.91944, -86.54056. Según la Oficina del Censo de los Estados Unidos, el municipio tiene una superficie total de 48.34 km², de la cual 48.24 km² corresponden a tierra firme y (0.2%) 0.1 km² es agua.

## Demografía
Según el censo de 2010, había 2972 personas residiendo en el municipio de Lake. La densidad de población era de 61,49 hab./km². De los 2972 habitantes, el municipio de Lake estaba compuesto por el 96.37% blancos, el 0.44% eran afroamericanos, el 0.3% eran amerindios, el 0.91% eran asiáticos, el 0.03% eran isleños del Pacífico, el 0.64% eran de otras razas y el 1.31% pertenecían a dos o más razas. Del total de la población el 1.85% eran hispanos o latinos de cualquier raza.